# Las de la Intuición
Las de la Intuición to piosenka pop/latino stworzona przez Shakira i Luis Fernando Ochoa na studyjny album Shakiry, Fijación Oral vol.1” (2005). Angielski odpowiednik tytułu to „Pure Intuition”, który nie pojawił się na albumie a znany jest z kampanii marki SEAT „Catch The Fever”. Utwór nagrywany w Primer Impacto jest piątym i ostatnim singlem promującym album „Fijación Oral vol.1”.

## Teledysk
Teledysk do singla nagrywany był w Miami, (USA) i reżyserowany przez Shakirę oraz Jaume'go de Laiguana. Videoclip ukazuje wokalistkę noszącą czarny gorset, wysokie, czarne buty na obcasach, czarne pończochy oraz fioletową perukę. Artystka pokazana jest w różnych pozycjach: siedząca przed lustrem i malująca usta, tańcząca z czterema tancerkami (ucharakteryzowanymi jak ona sama) w różnych miejscach oraz grająca na fioletowej gitarze i śpiewająca do mikrofonu. Teledysk był inspirowany pracą fotografa Helmuta Newtona. Klip miał premierę 7 maja 2007.

## Pozycje na listach
„Las de la Intuición” zadebiutował na miejscu #40 listy Billboard Latin Pop, natomiast „Pure Intuition” na pozycji #26 holenderskiej listy przebojów Dutch Top 40. „Pure Intuition” zmienił swoje miejsce w następnym tygodniu wcześniej wspomnianej listy na #18, aby osiągnąć pozycję #8. Angielska wersja utworu została wykorzystana w celach komercyjnych marki SEAT jak również do kampanii „Catch The Fever” tej samej marki, która jest sponsorem europejskiej trasy koncertowej Shakiry z roku 2007.
W Hiszpanii utwór osiągnął niezamierzany sukces zawdzięczany kampanii SEAT-a. Zajął miejsce #1 na tamtejszej liście przebojów sprzedając się w ponad 60,000 egzemplarzy i certyfikując go kilkoma platynowymi odznaczeniami. Piosenka osiągnęła podwójny sukces (miejsce #1 „Las de la Intuición” oraz #2 „Pure Intuition” na liście najczęściej ściąganych utworów).
W Argentynie utwór zajął miejsce #1 na tamtejszej liście przebojów już po czterech tygodniach od momentu pierwszego pojawienia się na liście. Przez 3 tygodnie (od 8 czerwca do 29 czerwca 2007) Shakira była jedyną wokalistką mającą aż trzy utwory na tym samym notowaniu: „Beautiful Liar” z Beyoncé, „Te Lo Agradezco, Pero No” z Alejandro Sanz i „Las de la Intuición”.
W Ameryce Łacińskiej piosenka radziła sobie świetnie zajmując miejsce #2. Utworowi nie udało się tylko przewyższyć „Dimelo/Do You Know?” Enrique Iglesiasa. W tygodniu od 16 lipca do 22 lipca 2007 Shakira okupywała Top 3 tamtejszego notowania zajmując pozycję #2 przez „Las de la Intuición” oraz #3 przez „Beautiful Liar” z Beyoncé.

### Najwyższe pozycje
„Las de la Intuición”
| Lista przebojów (2007)          | Najwyższa pozycja |
| ------------------------------- | ----------------- |
| Argentyna Singles Chart         | 1                 |
| Boliwia Airplay Chart           | 1                 |
| Ekwador Singles Chart           | 1                 |
| Meksyk Singles Chart            | 9                 |
| Urugwaj Airplay Chart           | 1                 |
| USA Billboard Latin Pop         | 38                |
| USA Billboard Latin Pop Airplay | 30                |
| Kolumbia Singles Chart          | 1                 |
| Chile Singles Chart             | 3                 |
| Wenezuela Airplay Chart         | 8                 |

„Pure Intuition”
| Lista przebojów (2007) | Najwyższa pozycja |
| ---------------------- | ----------------- |
| Holandia Top 40        | 8                 |
| Liban Airplay Chart    | 3                 |